# Conus lucidus
Conus lucidus är en snäckart som beskrevs av Charles Thorold Wood 1828. Conus lucidus ingår i släktet Conus och familjen kägelsnäckor. Inga underarter finns listade i Catalogue of Life.

## Bildgalleri

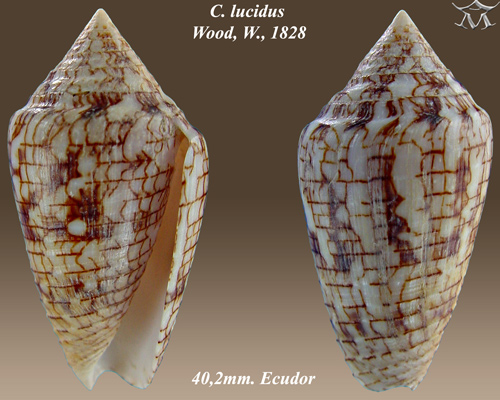
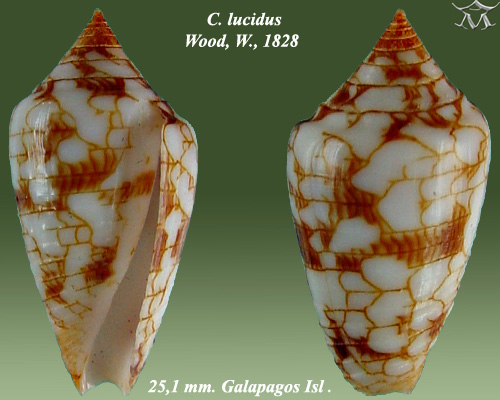